# Wolfgang Ecker

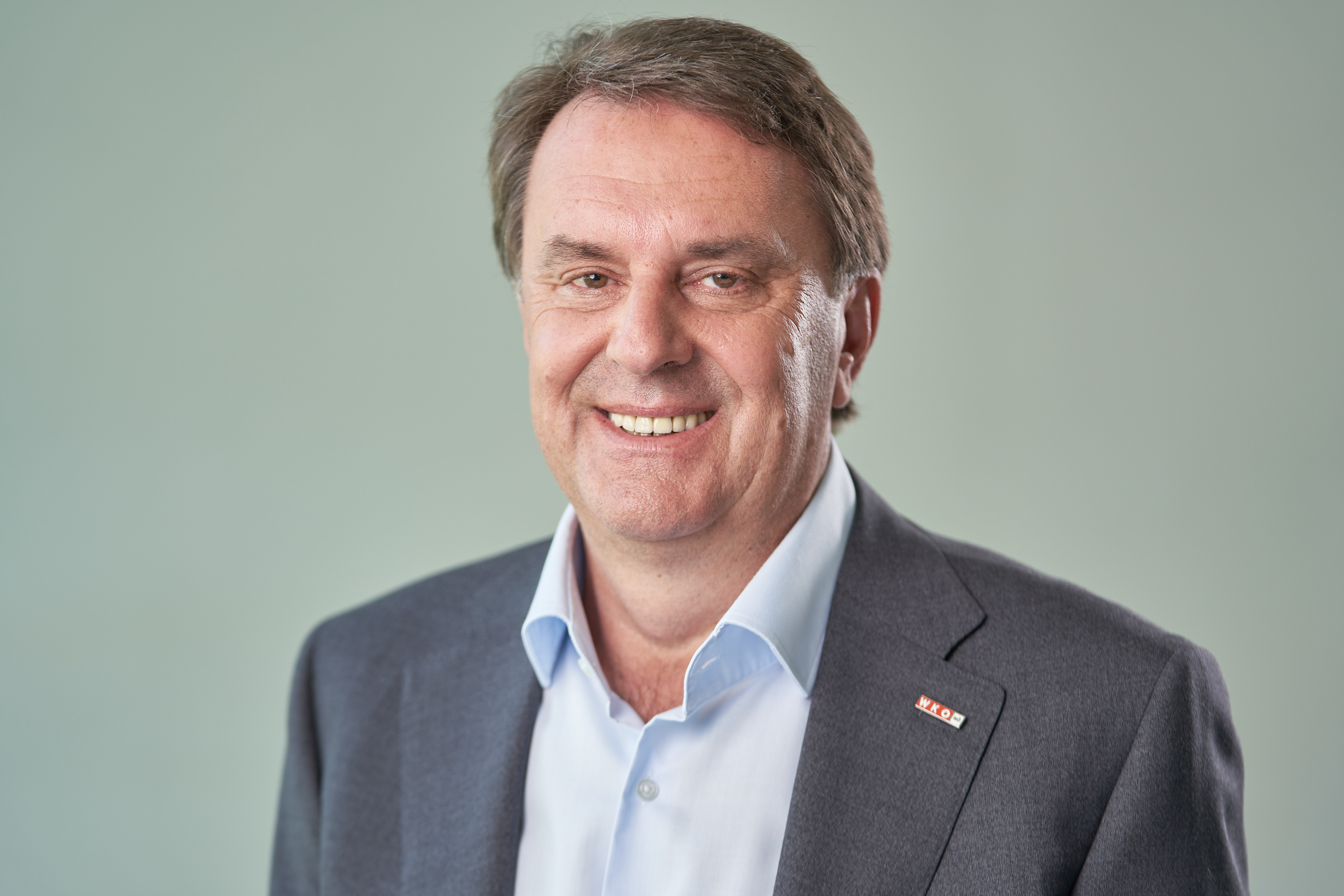
Wolfgang Ecker (2020)

Wolfgang Ecker (* 16. Februar 1965) ist ein österreichischer Steinmetzmeister sowie Obmann des Wirtschaftsbundes Niederösterreich und seit 2020 Präsident der Wirtschaftskammer Niederösterreich.

## Leben
Wolfgang Ecker absolvierte nach dem Abschluss der 5. Klasse AHS von 1980 bis 1983 eine Steinmetz-Lehre bei der Firma Oreste Bastreri. Nach der Gesellenprüfung wechselte er in das – nach dem frühen Tod des Vaters im Jahr 1977 – von seiner Mutter geführte Familienunternehmen „Heinz Eckers WTW, Hildegard Ecker“. 1989 gründete er seine Wolfgang Ecker GmbH. 1995 legte er die Konzessionsprüfung für das Steinmetzmeistergewerbe ab.
Der Steinmetzmeisterbetrieb Ecker mit Sitz in Traiskirchen beschäftigt in der Unternehmensgruppe rund 100 Mitarbeiter. Schwerpunkte sind die Konservierung, Restaurierung und Renovierung von historischen Objekten. 2014 wurde das Unternehmen für seine besonderen Leistungen mit dem Staatswappen ausgezeichnet.
Von 2005 bis 2010 ist er Landesinnungsmeister der niederösterreichischen Steinmetze, von 2011 bis 2015 Bundesinnungsmeister.

## Politische Laufbahn
In der Wirtschaftskammer Niederösterreich beginnt Wolfgang Ecker seine Aktivitäten 1996 als Bezirksvertrauensmann in der Landesinnung der Steinmetze. Von 2011 bis 2019 fungiert Ecker als Obmann der WKNÖ-Außenstelle Purkersdorf. Von 2015 bis 2020 ist er Spartenobmann des niederösterreichischen Gewerbes und Handwerks.
Im November 2018 wurde Wolfgang Ecker zum Obmann des Wirtschaftsbundes Niederösterreichs gewählt. Am 11. Mai 2020 wurde Ecker als Präsident der Wirtschaftskammer Niederösterreich angelobt. Im Rahmen der Konstituierung des NÖ Wirtschaftsparlamentes wurde er im Mai 2025 in seiner Funktion bestätigt.